# آولا
آولا (به ایتالیایی: Avella) یک کومونه در ایتالیا است که در استان آولینو واقع شده‌است.

## خصوصیات
آولا ۳۰٫۳۸ کیلومترمربع مساحت و ۷٬۸۳۹ نفر جمعیت دارد و ۱۲۶ متر بالاتر از سطح دریا واقع شده‌است.